# Frank Vincent
Frank Vincent (15. april 1937 - 13. september 2017) var en amerikansk skuespiller og musiker, kendt for at spille italiensk-amerikanske gangstere, bl.a. i tv-serien The Sopranos og i Martin Scorsese-filmene Goodfellas og Casino.

## Filmografi

### Film
| År   | Titel                                     | Rolle                           | Notes              |
| ---- | ----------------------------------------- | ------------------------------- | ------------------ |
| 1976 | The Death Collector                       | Bernie Feldshuh                 |                    |
| 1980 | Raging Bull                               | Salvy                           |                    |
| 1982 | Dear Mr. Wonderful                        | Louie                           |                    |
| 1983 | Baby It's You                             | Vinnie                          |                    |
| 1983 | Easy Money                                | Mobster Dressed In A Trenchcoat | Uncredited         |
| 1984 | The Pope of Greenwich Village             | 1st Crew Chief                  |                    |
| 1985 | Stiffs                                    | Mafia Thug                      |                    |
| 1986 | Wise Guys                                 | Louie Fontucci                  |                    |
| 1987 | Made in Argentina                         | Vito                            |                    |
| 1988 | Lou, Pat, and Joe D                       | Pop Corelli                     |                    |
| 1989 | Do the Right Thing                        | Charlie                         |                    |
| 1989 | Last Exit to Brooklyn                     | Priest                          |                    |
| 1989 | The Afterlife of Grandpa                  | Vinny Valenti                   | Short film         |
| 1990 | Goodfellas                                | Billy Batts                     |                    |
| 1990 | Street Hunter                             | Don Mario Romano                |                    |
| 1991 | Mortal Thoughts                           | Dominic, Joyce's Father         |                    |
| 1991 | Jungle Fever                              | Mike Tucci                      |                    |
| 1991 | Dead and Alive: The Race for Gus Farace   | Joseph F. Zanni Jr.             | Tv-film            |
| 1994 | Men Lie                                   | Uncle Frank                     |                    |
| 1994 | Federal Hill                              | Sal                             |                    |
| 1994 | Hand Gun                                  | Earl                            |                    |
| 1995 | Ten Benny                                 | Ray DiGlovanni Sr.              |                    |
| 1995 | Casino                                    | Frank Marino                    |                    |
| 1995 | Animal Room                               | Arakdeejer                      |                    |
| 1996 | On Seventh Avenue                         | Angelo Occipente                | Tv-film            |
| 1996 | She's the One                             | Ron                             |                    |
| 1996 | Gotti                                     | Robert "D.B." DiBernardo        | Tv-film            |
| 1996 | Night Falls on Manhattan                  | Police Captain                  |                    |
| 1996 | West New York                             | Tom Colletti                    |                    |
| 1997 | Grind                                     | Nick                            |                    |
| 1997 | Cop Land                                  | PDA President Vince Lassaro     |                    |
| 1997 | The North End                             | Dominic "Dom" Di Bella          |                    |
| 1997 | The Deli                                  | Tommy "Tomatoes"                |                    |
| 1997 | The Good Life                             | Unknown                         |                    |
| 1997 | Made Men                                  | Tommy "The Bull" Vitaglia       |                    |
| 1998 | Witness to the Mob                        | Frankie DeCicco                 | Tv-film            |
| 1998 | Undercurrent                              | Eddie Torelli                   |                    |
| 1998 | Belly                                     | Roger                           |                    |
| 1998 | Vig                                       | Pete                            | Tv-film            |
| 1999 | NetForce                                  | Johnny Stompato                 | Tv-film            |
| 1999 | Entropy                                   | Sal                             |                    |
| 1999 | Penance                                   | Suicide Man                     | Short film         |
| 2000 | Isn't She Great                           | Aristotle Onassis               |                    |
| 2000 | Gun Shy                                   | Carmine Minetti                 |                    |
| 2000 | If You Only Knew                          | Gino                            |                    |
| 2000 | Ropewalk                                  | Unknown                         |                    |
| 2000 | The Crew                                  | Marty                           |                    |
| 2000 | Under Hellgate Bridge                     | Sal "Big Sal"                   |                    |
| 2001 | Smokin' Stogies                           | Johnny "Big"                    |                    |
| 2001 | Snipes                                    | Johnnie Marandino               |                    |
| 2002 | Hamlet in the Hamptons                    | Michael                         |                    |
| 2003 | Rubout                                    | Frank Santello                  | Tv-film            |
| 2003 | A Tale of Two Pizzas                      | Frank Bianco                    |                    |
| 2003 | This Thing of Ours                        | Danny Santini                   |                    |
| 2003 | Remembering Mario                         | Joey "Big Ears"                 |                    |
| 2004 | Shark Tale                                | Great White #3                  | Voice              |
| 2004 | Coalition                                 | Alvaro                          |                    |
| 2005 | Remedy                                    | Uncle Charles                   |                    |
| 2005 | Van Vorst Park                            | Carlo                           |                    |
| 2006 | Last Request                              | Father Brice                    |                    |
| 2007 | City Teacher                              | Unknown                         |                    |
| 2009 | Chicago Overcoat: The Glory Days Are Back | Lou Marazano                    |                    |
| 2010 | Stiffs                                    | Jimmy "The Limo King"           |                    |
| 2010 | The Tested                                | Lieutenant Marino               |                    |
| 2011 | Spy                                       | Gaetano                         |                    |
| 2018 | The Killer's Kiss                         | Michael Gazzo                   | Posthumous release |

### Tv
| År        | Titel                              | Rolle                  | Noter                                                       |
| --------- | ---------------------------------- | ---------------------- | ----------------------------------------------------------- |
| 1987      | Leg Work                           | Detective              | Episode: "Peaches"                                          |
| 1989      | The Paradise Club                  | Walter MacHeath        | Episode: "Unfrocked in Babylon"                             |
| 1991–1999 | Law & Order                        | John Franchetta / J.Z. | 2 episodes                                                  |
| 1992      | Civil Wars                         | Matty DiNofrio         | Episode: "Mob Psychology"                                   |
| 1993      | The Young Indiana Jones Chronicles | Johnny Torrio          | Episode: "Young Indiana Jones and the Mystery of the Blues" |
| 1994      | Walker, Texas Ranger               | Paul Mancini           | Episode: "The Prodigal Son"                                 |
| 1996      | Swift Justice                      | Tony Accardo           | Episode: "Stones"                                           |
| 1996–1997 | New York Undercover                | Bates / Ray Tarrafino  | 2 episodes                                                  |
| 1997      | Cosby                              | Dorothy's Husband      | Episode: "Florida"                                          |
| 2000      | NYPD Blue                          | Dino "The Rat" Ferrera | 2 episoder                                                  |
| 2004–2007 | The Sopranos                       | Phil Leotardo          | 31 episoder                                                 |
| 2008      | Stargate Atlantis                  | Poker Player #1        | Episode: "Vegas"                                            |
| 2014–2016 | Mr. Pickles                        | Jon Gabagooli          | 2 episoder Stemme                                           |
| 2016      | Law & Order: Special Victims Unit  | Bishop Cattalano       | Episode: "Unholiest Alliance"                               |
| 2017      | Neo Yokio                          | Uncle Albert           | Episode: "Hamptons Water Magic" Voice                       |

### Video games
| År   | Titel                                  | Rolle           | Noter |
| ---- | -------------------------------------- | --------------- | ----- |
| 2001 | Grand Theft Auto III                   | Salvatore Leone | Voice |
| 2004 | Grand Theft Auto: San Andreas          | Salvatore Leone | Voice |
| 2005 | Grand Theft Auto: Liberty City Stories | Salvatore Leone | Voice |

Kilder: